# Topaz (navire de croisière)
Pour les articles homonymes, voir Topaz.
Topaz (ou SS Topaz) est un ancien paquebot de croisière construit en 1955, sur les chantiers navals de la Clyde, proche de Glasgow.
Il fut réalisé pour la Canadian Pacific Ships sous le nom de RMS Empress of Britain. Il changea plusieurs fois de nom au cours de sa carrière.
Après avoir été heurté en 2008 par le tanker Champion Brali, il a été échoué à Alang en Inde pour être démantelé.

## Histoire

### RSSEmpress of Britain
Ce paquebot transatlantique a été lancé le 22 juin 1955 par la reine Élisabeth II, cinquante ans après le lancement du premier RSS Empress of Britain en novembre 1905.
Il effectua sa première traversée au départ de Liverpool, le 20 avril 1956, en direction de Montréal. À sa création, il pouvait emmener 160 passagers en première classe et 984 en classe touriste.

### SSQueen Anna Maria
En novembre 1964 il est revendu à une compagnie grecque (Greek Line) et rebaptisé SS Queen Anna Maria. Des transformations lui permettent de prendre 168 passagers en première classe et 1 145 en classe touriste. Il navigue en mer Méditerranée et fait des traversées vers New York.
En 1975, il reste à quai du port du Pirée.

### SSCarnivale
En 1976 il est revendu à la Carnival Cruise Lines. Rebaptisé SS Carnival, il bat pavillon du Panamá.

### SSFiesta Marina
En 1993, il est transféré à une filiale de la Carnival Cruises Line, la compagnie Fiesta Marina et est rebaptisé SS Fiesta Marina.

### SSOlympic
En 1994, il est repris par la compagnie grecque Epirotiki Line. Rebaptisé SS Olympic, il est transféré, dès 1996, à la compagnie 'oyal Olympic Cruises.
Et en 1995 l'arrivée de Topaz en Guinée

### SSTopaz
En 1997, il est de nouveau revendu à la compagnie Thomson Holidays à Chypre qui le renomme SS Topaz.
Dès 2003, le SS Topaz est affrété, puis vendu à la Topaz International, organisation non gouvernementale qui l'exploite pour l'organisation humanitaire Peace Boat.
En 2008, il est mis à la retraite.

## Note et référence
- (en) Cet article est partiellement ou en totalité issu de l’article de Wikipédia en anglais intitulé « Empress of Britain (1956) » (voir la liste des auteurs).

1. 1 2  (en) Peace Boat
2. ↑  (en) Empress of Britain (site Web Maritime Matters )
3. ↑  (en) Photos récentes de la collision